# Луоке
Луоке (лит. Luokė) — местечко на территории самоуправления Тельшяйского района, в 21 км к юго-востоку от Тельшяй; центр Луокеского староства и прихода с населением в 563 жителя (2019).

## Положение и общая характеристика
Шоссе соединяет Луоке с городами Тельшяй, Варняй, Ужвентис, Куршенай. Через местечко протекает река Вайдис (правый приток Вирвите). К юго-востоку от Луоке находится Шатрийский заповедник и гора Шатрия (Шатрийское городище).
Планировка города лучевая. Имеются костёл Всех Святых (возведён в 1774 году; деревянная колокольня постройки 1899 года) с памятниками искусства, почтовое отделение, гимназия (в 1952—2014 годах средняя школа), музыкальная и художественная, филиал Тельшяйской публичной библиотеки, а также кладбище жертв гитлеризма, памятники Независимости Литвы (в 1951 году снесён, в 1992 году восстановлен), Витовту Великому (в 1930 году сооружён, в 1957 году снесён, в 1990 году восстановлен).

## История
В XIV веке начало формироваться поселение на перекрёстке дорог, ведущих из Тильзита в направлении города Векшняй и от Шавель в сторону моря. В конце XIV — начале XV века уже известны луокеское поместье и волость. В 1416 году был построен первый храм. С 1471 века в некоторых источниках поселение именуется городом, до 1526 года упоминается местечко Луоке. В 1786, 1887, 1911 и 1934 годах местечко горело. К 1824 году относится упоминание приходской школы. С конца XIX века до 1950 года местечко было волостным центром.
В Луоке родился и в 1887 году был убит известный предводитель разбойников Тадас Блинда.

## Герб
Герб местечка утверждён в 2007 году. Герб представляет собой изображение зелёной трёхглавой горы, над которой на серебряном поле расположены три красных пламени. Эталон герба создан художником Роландасом Римкунасом.

## Население
В 1841 году было 539 жителей, в 1897 году — 1726. По переписи населения Литвы 1923 года насчитывалось 1287 человек; по переписям населения СССР 1959 года — 807, 1970 года — 734, 1979 года — 848, 1989 года — 832. В 2001 году значилось 777 жителей, в 2011 году — 629.